# Szirmai Péter
Szirmai Péter (névvariáns: Szirmay Péter) (Budapest, 1952. május 3. – 2012) magyar színész.

## Életpályája
Édesapja Szirmai Ottó, a Magyar Rádió dramaturgja, 1956-os halálraítélt, édesanyja Báthory Mária tanár, két fiútestvére született. Borászként Balatonbogláron mezőgazdasági technikumban érettségizett. 1976-ban még főiskolásként Faragó Laurával, Andresz Katival és Domonkos Imrével bolgár, délszláv, albán, román népdalokat mutattak be  Zúg a kék Balkán címmel az országot járva. 1977-ben szerepelt Felvidéki Judit Negyedik forduló című tévéjátékában, ahol évfolyamtársai (Horineczky Erika, Józsa Imre, Balkay Géza, Szoboszlai Éva, Zsolnay András, Emőd György) mellett   Pártos Erzsi játszotta a nagymamáját. 1978-ban végzett a Színház- és Filmművészeti Főiskolán Marton Endre osztályában. A mesterség alapjait a Nemzeti Színházban  gyakorolta. Először Kecskemétre szerződött. Diplomás színészként első szerepe: Viktor, a Varsói melódia című drámában,  partnere: Andresz Kati, a darab rendezője: Galamb Sándor volt. A premier Bácsalmáson volt, mert ekkoriban újították fel a kecskeméti Kelemen László Kamaraszínházat. Érdekesség, hogy ugyanez a mű volt korábban az egyik főiskolai vizsgamunkája is, ugyanebben a felállásban: Andresz Katival és Galamb Sándorral. 1980-ban Budapestre, a József Attila Színházhoz szerződött. 1982-től a Szegedi Nemzeti Színház, 1987-től ismét a kecskeméti Katona József Színház tagja volt. Rendszeresen fellépett városi rendezvényeken, irodalmi műsorokban. 1993-tól szabadfoglalkozású színművész volt.

## Fontosabb színházi szerepei
- Vörösmarty Mihály – Görgey Gábor: Handabasa, avagy a fátyol titkai... Ligeti Sándor táblabíró (Ódry Színpad)
- Max Frisch: Ha egyszer Hotz úr dühbe gurul... Öreg szállítómunkás (Ódry Színpad)
- Tennessee Williams Huszonhét fuvar gyapot... Silva Vicarre (Ódry Színpad)
- Leonyid Zorin: Varsói melódia... Viktor
- Peter Weiss: Hölderlin... Pausanias; Buonarotti
- Eörsi István: Play Molnár... János, a festő
- Valentyin Petrovics Katajev: Bolond vasárnap... Alex
- Alekszandr Valentyinovics Vampilov: Búcsúzás júniusban... Koleszov (Kolja)
- Molière: Úrhatnám polgár... vívómester
- Friedrich Schiller: Ármány és szerelem... Wurm
- Friedrich Schiller: Stuart Mária...Kent grófja
- Fjodor Mihajlovics Dosztojevszkij: A félkegyelmű... Radomszkij
- Ördögh Szilveszter: Kapuk Thébában... Kreon
- Karinthy Ferenc: Gellérthegyi álmok... fiú
- Molnár Ferenc: Az ördög... János
- Dale Wasserman – Mitch Leigh – Joe Darion: La Mancha lovagja... herceg
- Bereményi Géza: Halmi vagy a tékozló fiú... Levente
- Bíró Lajos – Lengyel Menyhért: A cárnő... Roncourt követ
- Carlo Goldoni: Mirandolina... Fabrizio
- Kocsis István: A korona aranyból van... Moray
- Brendan Behan – Fodor Ákos: A túsz... Tiszt, az Ír Köztársasági Hadseregből
- John Ford: Kár, hogy kurva... Vasques, Loranzo szolgája
- Szophoklész: Philoktétész... Hajós
- William Shakespeare: Téli rege... Cleomenes, szicíliai főúr
- William Shakespeare: Sok hűhó semmiért... herceg
- William Shakespeare: IV.Henrik... Henrik, a walesi herceg
- William Shakespeare: Othello, a velencei mór... Lodovico, Velence hercege
- Dario Fo: Egy anarchista véletlen halála... őrült
- Katona József: Bánk bán... Petur bán, bihari főispán
- Katona József: Ziska vagyis a husziták első pártütése Csehországban... Prokop
- Madách Imre: Az ember tragédiája... Mihály főangyal; Péter apostol; Therszitész; Eretnek; Tudós
- Illyés Gyula: Dózsa György... Zápolya; Báthori; II. Ulászló; Bakócz; Csáky; Werbőczi
- Németh László: Az írás ördöge... Balassa professzor
- Németh László: Szörnyeteg... Boronkai, államtitkár
- Csepreghy Ferenc: Sztrogoff Mihály utazása Moszkvától Irkuczkig... Feofár khán, Rendőrfőnök
- Görgey Gábor: Fejek Ferdinándnak... Fekete Demeter, költő
- Jean-Paul Sartre: London királya, avagy Kean, a színész... Walesi herceg
- Sławomir Mrożek: A nagykövet... Otello a nagykövet titkára
- Sławomir Mrożek: A nyílt tengeren... A kövér hajótörött
- Lionel Bart: Oliver... Mr. Brown
- Eisemann Mihály – Szilágyi László: Én és a kisöcsém... Kelemen Félix
- Tamási Áron: Csalóka szivárvány... Kund Ottó, megszomorodott filozófus; Homály, öreg csavargó
- Jókai Mór – Tolcsvay László – Böhm György – Korcsmáros György: A kőszívű ember fiai... gróf Rideghváry Bence
- Huszka Jenő: Gül baba... Ali
- Huszka Jenő: Mária főhadnagy... Kászonyi ezredes
- Kálmán Imre: Csárdáskirálynő... Ferdinánd, főherceg
- Fényes Szabolcs: Maya... Rendőrtiszt
- Friedrich Dürrenmatt: A fizikusok... Oscar Rose, a misszionárius
- Kocsis István: A korona aranyból van... Morey, a koronatanács elnöke
- Csurka István: Megmaradni... Balázsffy Károly, budapesti értelmiségi
- Csurka István: LSD...Merész Gyula
- Szakonyi Károly: Hongkongi paróka... Mihálitz Gusztáv
- Páskándi Géza: A koronatanú... Paris, színész, Domitia szeretője
- Bíró Lajos: A cárnő... Vicomte De Rocourt
- Boldizsár Péter: Félálmaink... Parkőr
- Garai Gábor: Orfeusz átváltozásai... Bagoly
- Bereményi Géza: Halmi vagy a tékozló fiú... Levente, Pilisi fia
- Ördögh Szilveszter: Kapuk Thébában... Kreón
- Miguel Mihura: Három cilinder... Dobby Boston
- Zilahy Lajos: Tizenkettedik óra... Vívómester

## Filmjei, televíziós szerepei
- Öltözők
- Richard Waverly pere (1974)
- Negyedik forduló (1978)
- Félálmaink
- Mednyánszky (1978)
- Kinek a törvénye? (1979)